# Stanley Whittingham
Michael Stanley Whittingham (Nottingham, 1941. december 22. –) brit-amerikai vegyész, aki a lítiumion-akkumulátorok kifejlesztésében tett eredményeiért elnyerte a 2019-es kémiai Nobel-díjat.